# Liste der Baudenkmale in Stechow-Ferchesar
In der Liste der Baudenkmale in Stechow-Ferchesar sind alle denkmalgeschützten Bauten der brandenburgischen Gemeinde Stechow-Ferchesar aufgelistet. Grundlage ist die Veröffentlichung der Landesdenkmalliste mit dem Stand vom 31. Dezember 2021.

## Baudenkmale in den Ortsteilen
In den Spalten befinden sich folgende Informationen:
- ID-Nr.: Die Nummer wird vom Brandenburgischen Landesamt für Denkmalpflege vergeben. Ein Link hinter der Nummer führt zum Eintrag über das Denkmal in der Denkmaldatenbank. In dieser Spalte kann sich zusätzlich das Wort Wikidata befinden, der entsprechende Link führt zu Angaben zu diesem Denkmal bei Wikidata.
- Lage: die Adresse des Denkmales und die geographischen Koordinaten. Link zu einem Kartenansichtstool, um Koordinaten zu setzen. In der Kartenansicht sind Denkmale ohne Koordinaten mit einem roten beziehungsweise orangen Marker dargestellt und können in der Karte gesetzt werden. Denkmale ohne Bild sind mit einem blauen bzw. roten Marker gekennzeichnet, Denkmale mit Bild mit einem grünen beziehungsweise orangen Marker.
- Bezeichnung: Bezeichnung in den offiziellen Listen des Brandenburgischen Landesamtes für Denkmalpflege. Ein Link hinter der Bezeichnung führt zum Wikipedia-Artikel über das Denkmal.
- Beschreibung: die Beschreibung des Denkmales
- Bild: ein Bild des Denkmales und gegebenenfalls einen Link zu weiteren Fotos des Baudenkmals im Medienarchiv Wikimedia Commons

### Ferchesar
| ID-Nr.            | Lage   | Bezeichnung | Beschreibung | Bild           |
| ----------------- | ------ | ----------- | --- | -------------- |
| 09150004 Wikidata | (Lage) | Dorfkirche  | Die evangelische Kirche wurde als Fachwerkhaus im Jahre 1735 erbaut. In der zweiten Hälfte des 19. Jahrhunderts wurden Teile erneuert, im Jahre 1906 wurde das Schiff verlängert und der Turm gebaut. Im Inneren ein Kanzelaltar aus dem Jahre 1788, der Schnitzaltar stammt aus der zweiten Hälfte des 15. Jahrhunderts. | weitere Bilder |

### Stechow
| ID-Nr.            | Lage                     | Bezeichnung    | Beschreibung | Bild           |
| ----------------- | ------------------------ | -------------- | --- | -------------- |
| 09150714 Wikidata | Friedensstraße (Lage)    | Kriegerdenkmal | Das Kriegerdenkmal steht an der nordwestlichen Seite des Kirchhofs. Die Stele wurde 1929 aus Feldstein für die Gefallenen des Ersten Weltkriegs errichtet. Auf einer roten Steintafel sind die Namen der Gefallenen sowie ein Schwert eingraviert. | weitere Bilder |
| 09150561 Wikidata | Friedensstraße 12 (Lage) | Pfarrhaus      | | weitere Bilder |
| 09150364 Wikidata | Friedensstraße 31 (Lage) | Dorfkirche     | Die evangelische Kirche stammt im Ursprung aus der Zeit um 1469. Im Jahre 1731 wurde die Kirche erneuert und der Turm hinzugefügt. Im Inneren stammt der Altaraufsatz aus dem Jahr 1736, er zeigt im Mittelfeld ein Bild der Kreuzigung.           | weitere Bilder |